# Morella adenophora
Morella adenophora är en porsväxtart som först beskrevs av Henry Fletcher Hance, och fick sitt nu gällande namn av J.Herb. Morella adenophora ingår i släktet Morella och familjen porsväxter. Inga underarter finns listade i Catalogue of Life.